# Basina de Turingia

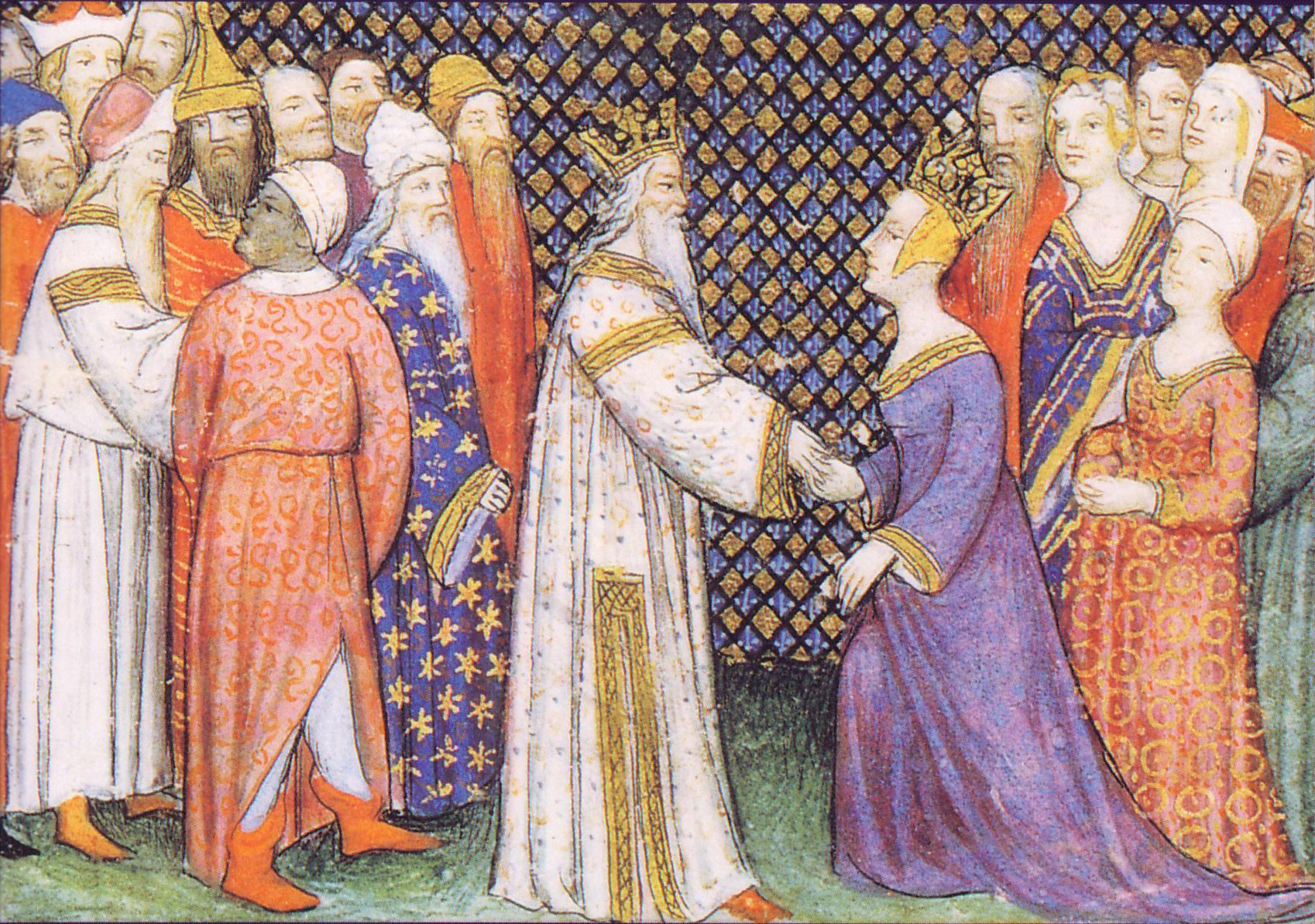
Coronación de Childerico I y la reina Basina. Museo Condé, Chantilly

Basina o Basine fue reina de Turingia a mediados del siglo V. Dejó a su esposo, el rey Basino, y se fue a la Galia romana. Ella misma tomó la iniciativa de pedir la mano de Childerico I, rey de los francos, y se casó con él. Dijo «Quiero tener al hombre más poderoso del mundo, aunque tenga que cruzar el océano por él». Esta frase se dice que fue relatada en la exitosa invasión de Childerico del Imperio romano.
El nombre de Basina significa probablemente "Jefa" en francés bajo. Es la madre del hombre que se recuerda como el fundador de la Francia moderna. Llamó a su hijo Clodoveo I, pero fue recordado por su nombre latinizado, Clovis. Es notable el simple hecho de que el nombre de Clodoveo venga de Basina, porque era práctica común de los francos llamar a los hijos igual que algún miembro de la familia paterna.
A través de las épocas, los historiadores han estado intrigados por la historia de Basina desde que actuó como sujeto activo, no pasivo, lo que era común entre las mujeres de los francos, pero raro para los romanos.

## Descendencia
Con Childerico I tuvo cuatro hijos:
1. Clodoveo I (466 – 511)
2. Audofleda (467 – 511), reina de los ostrogodos, esposa de Teodorico el Grande.[2]
3. Lantilda (468 – ¿¿??)
4. Albofleda (470 – ¿¿??), ingresó como religiosa, pero murió al poco tiempo.[3]